# Bundesvereinigung Deutscher Geld- und Wertdienste

Logo

Die Bundesvereinigung Deutscher Geld- und Wertdienste e. V. (BDGW) ging 1989 aus dem Zusammenschluss des Fachverbandes der Geld- und Werttransportunternehmen e.V. und der Bundesvereinigung für Sicherheitstransporte (BFS) hervor. Dem Verein mit Sitz in Frankfurt am Main gehören zurzeit 36 ordentliche Mitgliedsunternehmen mit 88 Niederlassungen sowie 34 außerordentliche Mitgliedsunternehmen mit Bezug zum Geld- und Wertbereich an.

## Wirtschaftliche Bedeutung
Insgesamt verfügen die ordentlichen Mitgliedsunternehmen über mehr als 2.500 gepanzerte Geldtransportfahrzeuge und beschäftigen ca. 11.000 Mitarbeiter im Bereich „Geld- und Wert“. Davon sind zwei Drittel im Geld- und Werttransport und ein Drittel in der Geldbearbeitung tätig. Der Umsatz der gesamten Branche beträgt gegenwärtig ca. 500 Mio. Euro pro Jahr. Die BDGW vertritt grundsätzlich die Interessen ihrer Mitgliedsunternehmen gegenüber Bundes- und Länderministerien, Behörden, der Deutschen Bundesbank, sonstigen Verbänden insbesondere dem Handelsverband Deutschland (HDE) und der Deutschen Kreditwirtschaft (ZKA) sowie gegenüber Versicherern. Die BDGW gewährleistet einen Erfahrungsaustausch in allen Fach- und Wirtschaftsfragen zum Thema Geld und Wert.

## Arbeitgeberverband
Im Jahre 2005 hat sie sich vom reinen Wirtschaftsverband zu einem Wirtschafts- und Arbeitgeberverband weiterentwickelt. Hierbei hat die BDGW Sozialpartnerfunktion. Sie schließt regionale und überregionale Flächentarifverträge über Mindestarbeitsbedingungen für die Beschäftigten der Branche mit den Gewerkschaften ab. Die Tarifverträge waren bislang nur für die Mitgliedsunternehmen der BDGW bindend. Im Juni 2015 beschloss das Bundeskabinett die bundesweite Allgemeinverbindlichkeit der Mindestlöhne für alle Beschäftigten im Bereich Geld- und Wertdienstleistungen, auch für diejenigen, die bisher noch nicht tariflich gebunden waren.

## Sicherheitsstandards
Der Verein hat 2006 einen 5-stufigen Sicherheitsstandard entwickelt. Entsprechend dem im November 2006 vorgestellten 10-Punkte-Katalog hat sie in einem ersten Schritt die internen Vorgaben an die Mitgliedsunternehmen bzw. an die potenziellen Mitgliedsunternehmen deutlich verschärft. Hierzu wurden der klassische „Sicherheits-Check 1“, der sich vor allem mit baulichen und technischen Anforderungen und der Durchführung von Geld- und Werttransporten beschäftigt, auf eine neue Grundlage gestellt. Dieser Sicherheits-Check 1 wurde nun um einen „Sicherheits-Check 2“ ergänzt, der sich der Regelmäßigkeit der buchhalterischen Prozesse einschließlich der Geldflüsse von Kundengeldern widmet. Parallel hierzu wurde von der BDGW ein nachhaltiges flächendeckendes Überprüfsystem für Geld- und Wertdienstleister unter Einbeziehung externer Wirtschaftsprüfer bzw. einer externen Wirtschaftsprüfungsgesellschaft entwickelt. Die BDGW hat innerhalb von zwölf Monaten das Ziel erreicht, gemeinsam mit den Kundenverbänden und Versicherern einen BDGW-Sicherheitsstandard vorzuhalten, der nicht nur für das Jahr 2007 Wirkung, sondern auch darüber hinaus zukünftig Bestand für alle Geld- und Wertdienstleister hat. Die BDGW hat jährlich wiederkehrende anspruchsvolle Kontroll- und Überprüfungsprozesse implementiert und eine Veröffentlichung der geprüften Unternehmen auf der Webseite der BDGW vorgenommen. Damit konnten die Verschärfungen der Überprüfungsmechanismen für ca. 95 % der Marktteilnehmer im Geld- und Wertbereich innerhalb kurzer Zeit für mehr Sicherheit beim Kunden und in der Branche verbindlich gemacht werden.